# Juan Antonio Coloma Mellado
Juan Antonio Coloma Mellado (Los Ángeles, 1 de enero de 1906-Machalí, 28 de febrero de 1961), fue un abogado y político conservador chileno. 

## Primeros años de vida
Fue hijo de Juan Antonio Coloma Mora y Natalia Mellado Zabala. Educado en el Colegio San Ignacio y en el Liceo de Los Ángeles. Cursó la carrera de Derecho en la Pontificia Universidad Católica de Chile, pero egresó de la Universidad de Chile, jurando como abogado en 1928 con la tesis "El proyecto de ley sobre emisión de bonos por sociedades anónimas: debentures". 
Contrajo matrimonio con Raquel Reyes Moya (1928), tuvo por hijo a César Fernando Coloma Reyes. Fue el abuelo del actual senador Juan Antonio Coloma Correa y bisabuelo de Juan Antonio Coloma Álamos.

### Actividades profesionales
Se desempeñó como Director del Banco del Estado y del Instituto de Crédito Industrial S.A. También fue presidente del Tribunal Calificador de Elecciones. Fue secretario de la Dirección de Impuestos Internos y Oficial del Ministerio de Hacienda.
Abogado de la Presidencia de la República (1932). También representó legalmente a varias empresas, como Compañía de Tejidos El Salto, Compañía de Seguros la Trasandina y el Instituto Sanitas y Anilias.

## Actividades políticas
Militó en el Partido Conservador y en el Partido Conservador Tradicionalista siendo su Presidente (1952-1953). En 1953 fusionó los movimientos conservadores de Chile en el Partido Conservador Unido, siendo también presidente de esta nueva colectividad (1957)
Electo diputado representando a la 19.ª agrupación electoral de Laja, Mulchén y Angol (1933-1937), integrando la comisión permanente de Fomento. Reelecto Diputado (1937-1941), formó parte de la comisión de Educación.
Nuevamente diputado, esta vez representando a la 7.ª agrupación departamental, correspondiente al 1.er. Distrito Metropolitano: Santiago (1941-1945). Fue miembro de la comisión de Economía y Comercio. Reelecto Diputado por la misma agrupación (1945-1949), ejerció como Presidente de la Cámara de Diputados todo el período.
Electo diputado por el 1.er. Distrito Metropolitano: Santiago (1949-1953). En este período perteneció a la comisión de Constitución, Legislación y Justicia.
Electo senador por la 5.ª agrupación provincial de O'Higgins y Colchagua (1953-1961). Durante este período participó de la comisión permanente de Defensa Nacional del Senado.
En marzo de 1957 fue nombrado presidente del Tribunal Calificador de Elecciones, razón por la cual el 11 de marzo renunció a la presidencia del Partido Conservador Unido. Además, había sido proclamado candidato a la Presidencia de la República por la Juventud del Partido Conservador Tradicionalista, pero declinó ante el anuncio de la candidatura de Jorge Alessandri Rodríguez.
Falleció sin terminar su período senatorial, a las 00:07 del 28 de febrero de 1961 en Machalí, víctima de un ataque cardíaco en pleno desarrollo de la campaña para ser reelecto, por lo cual no se llenó la vacante. Apareció en la papeleta de votación de las elecciones, recibiendo 7240 votos de forma póstuma.
Durante una sesión de la Cámara de Senadores en diciembre de 2019, Coloma Mellado fue mencionado por su nieto, Juan Antonio Coloma Correa, quien recordó que cuando su abuelo fue presidente de la Cámara se aprobó el voto femenino en Chile, ante lo cual el senador Alfonso de Urresti replicó que "Los nietos son más momios que los abuelos".

## Historial electoral

### Elecciones parlamentarias de 1961
- Elecciones parlamentarias de 1961  Candidato a Senador Quinta Agrupación Provincial, O'Higgins y Colchagua

Período 1961-1969 (Fuente: El Diario Ilustrado, 7 de marzo de 1961)